# 짐바브웨 준비은행
짐바브웨 준비은행(영어: Reserve Bank of Zimbabwe, 약칭: RBZ)은 짐바브웨의 수도 하라레에 위치한 중앙은행이다.

## 역사
이 은행은 1964년 5월 22일에 설립되었으나, 1963년 로디지아 니아살랜드 연방의 붕괴로 청산된 로디지아와 니아살랜드 은행(1956년~1963년)의 뒤를 이어 로디지아 준비은행으로 거슬러 올라간다. 1956년 이전에는 중앙아프리카 통화 위원회가 1953년부터 존재했으나 1938년 남로디지아 통화 위원회로 설립되어 영국 파운드화로 액면 그대로 공급되었다. 이 위원회가 남로디지아(식민지 짐바브웨), 북로디지아(식민지 잠비아), 니아살랜드(식민지 말라위)에 공급하도록 위임받은 지역화폐는 1932년 남로디지아 화폐 및 통화법을 통해 제정되었다. 로디지아 준비은행(1980년 독립 당시 짐바브웨 준비 은행이 되었다)은 로디지아와 짐바브웨의 주권과 정부 구조의 다양한 변화를 통해 지속적으로 기능하고 있으며 운영 및 직원도 성장해 왔다. 40년 이상 동안 RBZ는 사모라 매첼 애비뉴(옛 제임슨 애비뉴)를 따라 있는 준비은행 건물에서 퍼스트 스트리트와 인접해 운영되었다. 1980년대 후반, 새로운 건물을 설계하기 위한 대회가 열렸고, 우승 디자인은 클린턴 & 에반스와 건축가가 맡았으며, 엔지니어는 마젬 채터튼이었고, 그들은 말라위 비은행 건물도 설계했다. 새 RBZ 건물은 1993년에 착공하여 1997년에 완공되었으나 1996년 5월 31일 로버트 무가베 대통령에 의해 공식 개장되었다. 이 건물은 지상 28층 높이 394피트의 짐바브웨에서 가장 높다.

## 구조
짐바브웨 준비은행법은 이사회와 주지사를 규정하고 있다. 부지사 3명의 도움을 받은 이 지사는 은행의 일상적인 행정과 운영을 책임진다. 현 주지사는 존 파노네사 망구디야이다. 주지사와 그의 대리인 3명은 대통령이 임명하여 5년 임기를 연장할 수 있다. 주지사는 이사회 의장을 겸하고 있다. 이사회의 회원 자격은 경제의 주요 부문을 대표하기 위한 3명의 대리인과 최대 7명의 다른 비상임이사를 포함한다.

## 운영
준비은행의 가장 중요한 역할은 통화 정책을 만들고 제정하는 것이다. 이 은행의 웹사이트에 따르면, 짐바브웨의 지폐와 동전의 유일한 생산자로서, 그것은 유통되는 돈의 양을 조절한다. 다만 현재 국내 거래에는 다양한 외화가 사용되고 있어 은행의 통화공급 통제 능력은 한계가 있다. 리저브 은행은 또한 자회사인 피델리티 프린터와 정유소를 통해 다이아몬드, 금, 은과 같은 귀중한 광물을 구입하고 정제할 뿐만 아니라 국가의 금을 돌본다. 그 은행은 정부에 조언자 역할을 하며, 정부에 매일 은행 서비스를 제공한다. 금융포용정책 추진에도 적극적이며 금융포용연대 소속이다.

## 같이 보기
- 짐바브웨의 경제
- 짐바브웨 달러